# A-League 2011-12
La temporada 2011-12 de la A-League fue la séptima edición realizada de la máxima categoría del fútbol de Australia y de Nueva Zelanda. Comenzó el 8 de octubre de 2011 y terminó el 22 de abril de 2012.
Como principal novedad, el equipo North Queensland Fury cerró sus operaciones por solicitud de la Federación de Fútbol de Australia, debido a los inconvenientes financieros del club.

## Equipos participantes
| Equipo                 | Entrenador        | Estado               | Ciudad     | Estadio                  | Aforo         |
| ---------------------- | ----------------- | -------------------- | ---------- | ------------------------ | ------------- |
| Adelaide United        | John Kosmina      | Australia Meridional | Adelaida   | Hindmarsh Stadium        | 17.000        |
| Brisbane Roar          | Ange Postecoglou  | Queensland           | Brisbane   | Suncorp Stadium          | 52.500        |
| Central Coast Mariners | Graham Arnold     | Nueva Gales del Sur  | Gosford    | Bluetongue Stadium       | 20.119        |
| Gold Coast United      | Miron Bleiberg    | Queensland           | Gold Coast | Skilled Park             | 27.400        |
| Melbourne Heart        | John van 't Schip | Victoria             | Melbourne  | AAMI Park                | 30.050        |
| Melbourne Victory      | Jim Magilton      | Victoria             | Melbourne  | AAMI Park Etihad Stadium | 30.050 56.347 |
| Newcastle United Jets  | Gary van Egmond   | Nueva Gales del Sur  | Newcastle  | EnergyAustralia Stadium  | 33.000        |
| Perth Glory            | Ian Ferguson      | Australia Occidental | Perth      | Perth Oval               | 20.500        |
| Sydney F.C.            | Vítězslav Lavička | Nueva Gales del Sur  | Sídney     | Sydney Football Stadium  | 45.500        |
| Wellington Phoenix     | Ricki Herbert     | Nueva Zelanda        | Wellington | Westpac Stadium          | 36.000        |

## Cambios de entrenadores
| Club              | Entrenador saliente | Fecha de salida         | Posición     | Reemplazado por | Fecha de llegada        |
| ----------------- | ------------------- | ----------------------- | ------------ | --------------- | ----------------------- |
| Newcastle Jets    | Branko Čulina       | 4 de octubre de 2011    | Pretemporada | Gary van Egmond | 20 de octubre de 2011   |
| Adelaide United   | Rini Coolen         | 18 de diciembre de 2011 | 9°           | John Kosmina    | 18 de diciembre de 2011 |
| Melbourne Victory | Mehmet Durakovic    | 6 de enero de 2012      | 8°           | Jim Magilton    | 7 de enero de 2012      |
| Gold Coast United | Miron Bleiberg      | 19 de febrero de 2012   | 10°          | Mike Mulvey     | 20 de febrero de 2012   |

## Tabla de posiciones
- Actualizada el 26 de marzo de 2012.[10]

| Pos | Equipo                 | PJ | PG | PE | PP | GF | GC | GA  | Pts |
| --- | ---------------------- | -- | -- | -- | -- | -- | -- | --- | --- |
| 1.  | Central Coast Mariners | 27 | 15 | 6  | 6  | 40 | 24 | +16 | 51  |
| 2.  | Brisbane Roar          | 27 | 14 | 7  | 6  | 50 | 28 | +22 | 49  |
| 3.  | Perth Glory            | 27 | 13 | 4  | 10 | 40 | 35 | +5  | 43  |
| 4.  | Wellington Phoenix     | 27 | 12 | 4  | 11 | 34 | 32 | +2  | 40  |
| 5.  | Sydney FC              | 27 | 10 | 8  | 9  | 37 | 42 | -5  | 38  |
| 6.  | Melbourne Heart        | 27 | 9  | 10 | 8  | 35 | 34 | +1  | 37  |
| 7.  | Newcastle United Jets  | 27 | 10 | 5  | 12 | 38 | 41 | -3  | 35  |
| 8.  | Melbourne Victory      | 27 | 6  | 11 | 10 | 35 | 43 | -8  | 29  |
| 9.  | Adelaide United        | 27 | 5  | 10 | 12 | 26 | 44 | -18 | 25  |
| 10. | Gold Coast United      | 27 | 4  | 9  | 14 | 30 | 42 | -12 | 21  |

* Leyenda: PJ: Partidos jugados; PG: Partidos ganados; PE: Partidos empatados; PP: Partidos perdidos; GF: Goles a favor; GC: Goles en contra; Dif: Diferencia de goles; Pts: Puntos.
     Clasificado a la Liga de Campeones de la AFC 2013 y a la fase final.

     Clasificados a Primera ronda de la fase final.

## Fase final
- El vencedor de la Semifinal Mayor accede directamente a la Gran Final por el título, mientras el cuadro derrotado enfrenta al ganador de las Semifinales Menores por el segundo cupo en la Gran Final.

### Semifinal Mayor (1° vs 2°)
| 31 de marzo de 2012 | Brisbane Roar                   | 2:0 | Central Coast Mariners | Suncorp Stadium, Brisbane       |                                 |
|                     | Henrique 9' · Erik Paartalu 86' |     |                        | Asistencia: 15.081 espectadores | Asistencia: 15.081 espectadores |

| 8 de abril de 2012 | Central Coast Mariners                    | 2:3 | Brisbane Roar                                       | Central Coast Stadium, Gosford                            |                                                           |
|                    | Patrick Zwaanswijk 29' · Adam Kwasnik 32' |     | Thomas Broich 2' · Mitch Nichols 26' · Henrique 68' | Asistencia: 9.846 espectadores Árbitro(s): Jarred Gillett | Asistencia: 9.846 espectadores Árbitro(s): Jarred Gillett |

### Semifinal Menor (3° vs 6°)
| 1 de abril de 2012 | Perth Glory FC                 | 3:0 | Melbourne Heart FC | Perth Oval, Perth               |                                 |
|                    | Shane Smeltz 65' , 72' , 90+2' |     |                    | Asistencia: 12.600 espectadores | Asistencia: 12.600 espectadores |

### Semifinal Menor (4° vs 5°)
| 30 de marzo de 2012 | Wellington Phoenix                                      | 3:2 | Sydney FC               | Westpac Stadium, Wellington                             |                                                         |
|                     | Tim Brown 47' · Ben Sigmund 80' · Paul Ifill 86' (pen.) |     | Joel Chianese 81' , 84' | Asistencia: 10.019 espectadores Árbitro(s): Chris Beath | Asistencia: 10.019 espectadores Árbitro(s): Chris Beath |

### Final Menor
| 7 de abril de 2012 | Perth Glory                                                           | 3:2 | Wellington Phoenix                        | Perth Oval, Perth                                       |                                                         |
|                    | Bas van den Brink 12' · Billy Mehmet 71' · Todd Howarth 111' (a.e.t.) |     | Chris Greenacre 46' · Emmanuel Muscat 54' | Asistencia: 13.695 espectadores Árbitro(s): Peter Green | Asistencia: 13.695 espectadores Árbitro(s): Peter Green |

### Final preliminar
| 14 de abril de 2012 | Central Coast Mariners                  | 1:1 (3:5 p.)               | Perth Glory                                        | Central Coast Stadium, Gosford |  |
|                     | Kwasnik 34'                             |                            | Shane Smeltz 37'                                   |                                |  |
|                     |                                         | Tiros desde el punto penal |                                                    |                                |  |
|                     | McBreen · Wilkinson · Ryan · McGlinchey |                            | Shane Smeltz · Mehmet · Miller · Heffernan · Burns |                                |  |

### Final
| 22 de abril de 2012 | Brisbane Roar             | 2:1     | Perth Glory        | Suncorp Stadium, Brisbane                                  |                                                            |
|                     | Berisha 84', 90+7' (pen.) | Reporte | Franjic 53' (a.g.) | Asistencia: 50.334 espectadores Árbitro(s): Jarred Gillett | Asistencia: 50.334 espectadores Árbitro(s): Jarred Gillett |

| Australia                         |
| Campeón Brisbane Roar 2.do título |

### Clasificación a torneos internacionales
| Equipo                 | Torneo                                                     | Vía de clasificación                                               |
| ---------------------- | ---------------------------------------------------------- | ------------------------------------------------------------------ |
| Brisbane Roar          | Fase de grupos de la Liga de Campeones de la AFC 2013      | Campeón de la A-League 2011-12. Segundo puesto en la fase regular. |
| Perth Glory            | Fase clasificatoria de la Liga de Campeones de la AFC 2013 | Tercer lugar en la fase regular.                                   |
| Central Coast Mariners | Fase de grupos de la Liga de Campeones de la AFC 2013      | Primer puesto en la fase regular.                                  |

## Máximos goleadores
| Jugador                  | Jugador        | Goles | Equipo                |
| ------------------------ | -------------- | ----- | --------------------- |
| Bandera de Albania       | Besart Berisha | 19    | Brisbane Roar         |
| Bandera de Nueva Zelanda | Shane Smeltz   | 13    | Perth Glory           |
| Bandera de Nueva Zelanda | Jeremy Brockie | 9     | Newcastle United Jets |